# 왜국

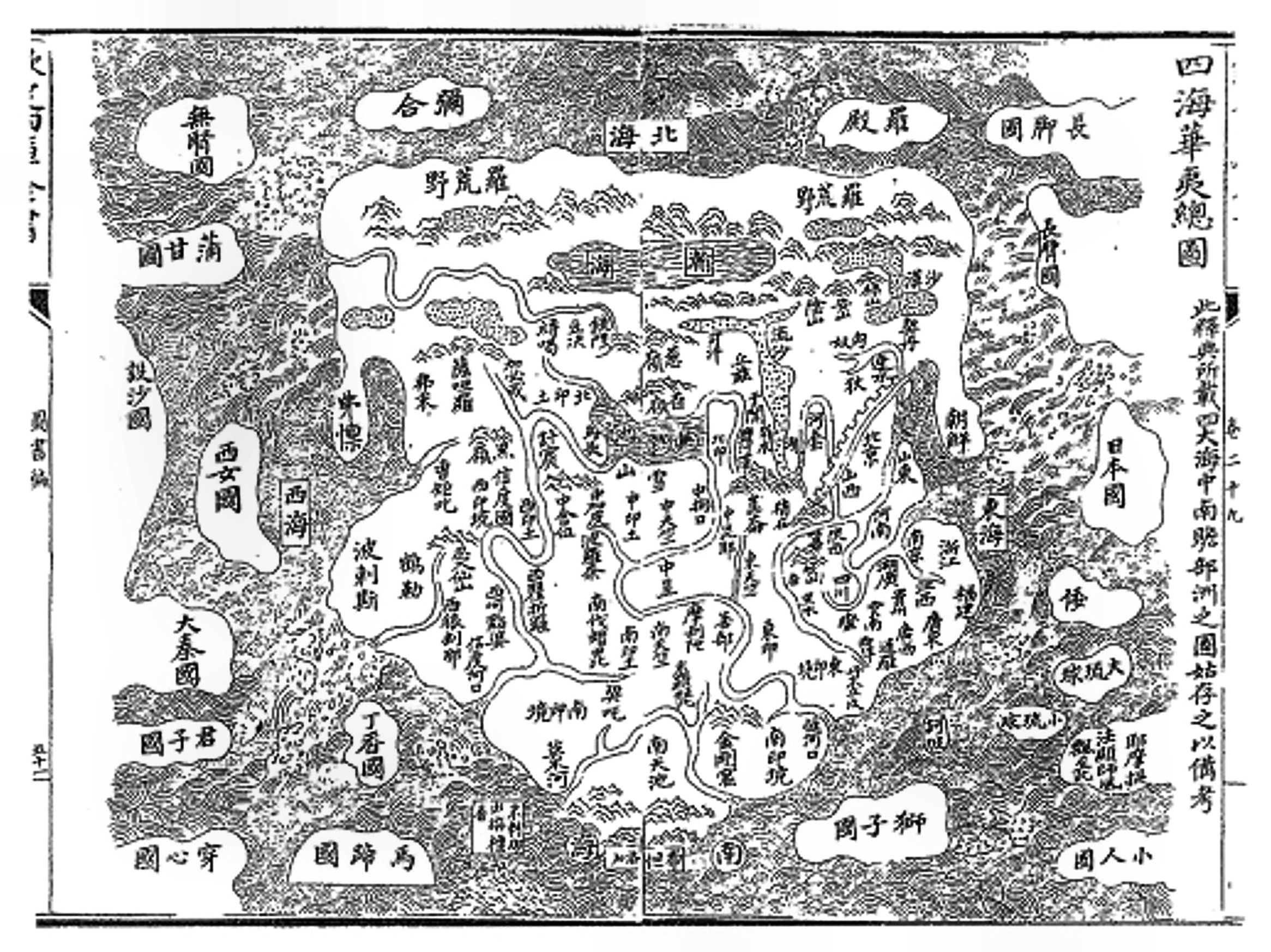
16세기 중국에서 작성된 세계지도. 왜(倭)는 일본국(日本國)의 아래에 표기되어있다.

왜국(倭國, 일본어: 倭国, わこく 와코쿠[*]), 왜(倭) 또는 왜나라는 고대 일본을 일컫는 표현이자 국가명칭으로, 당시 왜인들은 자기 국가를 야마토라고 불렀다. 왜국이 존재했던 시기는 야요이 시대 말부터 아스카 시대 초기까지이다. 당대 왜에 대한 기록은 삼국사기, 삼국유사, 일본서기, 위지 왜인전 등 각 나라의 사료마다 일치하기도 하고 다르기도 하다. 구당서에 따르면 703년 일본인들이 당나라 정부에 국호를 일본(日本)으로 수정해줄 것을 요구하는 기록이 있으며, 일본열도 내에서는 일본이라는 명칭이 663년에서 701년 사이에 정해진 것으로 추정된다. 그러나 이후에도 왜는 일본에 대한 멸칭으로 쓰였다.
위지 왜인전에 따르면 왜국은 야요이 시대 말기인 2세기 말 왜국대란으로 여러 차례 분쟁을 겪었다. 히미코 여왕의 야마타이국의 지도 하에 하나의 나라로 통합되었다. 이후 왜국은 3세기 호족들의 연합 정권인 야마토 왕권이 들어섰고, 야마토 왕권은 6세기까지 규슈 북부와 도호쿠 이외의 혼슈 대부분을 정복했다.
한편 왜국은 한반도 및 중국 대륙과 교류를 이어나갔다. 왜국은 한반도의 선진문물을 전수받아 고유의 문화를 발전시킬 수 있었다. 특히 한반도에서 왜국으로 건너간 사람들도 많았는데 이들은 대부분 백제인이거나 가야인이었으며 한반도의 문화를 가지고 들어 왜국에서 관직을 받거나 공인 또는 예술가가 되었다. 한서 28권 지리편에 따르면 왜국은 한사군 중 하나인 낙랑군을 통해 한나라와 교류했으며 광무제로부터 한위노국왕인을 받았다. 위나라로부터는 책봉을 받았고, 5세기에는 왜5왕이 중국에 사신을 파견하기도 했다. 

## 한국과의 연관성

### 백제와의 관계
백제와 왜는 평소 문물을 자주 교류하고 지냈다. 예를 들어, 백제인인 왕인 박사는 왜에 천자문과 기타 유교 경전을 전수했으며, 수수허리지는 일본에 술을 만드는 법을 전파했다. 이외에도 수많은 기술자들과 학자들이 일본에 문화를 전파하였고, 백제는 이를 통해 군사적 이득을 얻으려 한 것으로 보인다. 또한 백제와 왜가 교류했다는 증거로 무령왕릉의 무령왕 관을 예로 들 수 있다. 무령왕의 관의 재질은 일본의 금송으로 그당시 일본지역에서만 자라던 소나무이기 때문이다. 660년 백제가 멸망하게 되자 왜는 고교쿠 천황(사이메이 천황)이 백제를 돕기 위해 3만 대군을 출병시켰으나 백강구 전투에서 신라군에 의해 대패하였다. 멸망한 이후의 백제 유민의 상당수는 왜로 유입되어 정착하게 되었다. 또한 이들의 상당수는 일본의 지배층으로 발전하게 된다.

### 신라와의 관계
- 초기의 관계

기원전 50년에 왜인들이 군사를 몰아와 변경을 침범하려다가 시조 박혁거세가 거룩한 덕이 있다는 말을 듣고 그만 돌아갔다.혁거세 거서간 대에, 호공은 왜에서 신라로 건너가 신라의 관리를 지낸 바 있다.
11년, 왜인이 병선 100여 척을 보내 해변의 민가를 약탈하였다. 6부의 정병을 보내 이를 방어하였다.
59년 신라와 수교하였으나, 73년에 목출도(木出島)를 침범해 신라에서는 각간(角干) 우오(羽烏)를 보내 막았으나 이기지 못하고 우오는 전사하였다.
이처럼 초기에는, 왜와 신라는 대체적으로 적대 관계에 있었다.
- 하지만, 7세기 이후 왜는, 신라와 당나라의 영향을 받아, 하쿠호 문화를 발전시켰다. 하쿠호 문화의 불상, 탑, 가람배치와 율령, 정치제도는 신라의 불교와 유교의 영향을 많이 받았던 것으로 보인다. 또한 왜는 견신라사 등을 파견해 문물을 배워가려고 한 노력이 보인다. 따라서 후기에는 왜가 신라에 조공하며 신라와 우호적으로 교류하는 관계로 발전했다고 볼 수 있다.

### 발해와의 관계
당과 신라 연합에 따라 발해는 왜와 돌궐 등의 연합을 구축하였다.

## 어원
'倭'라는 명칭은 중국 역사서인 한서, 후한서(또는 일본)에서 기원했으며, 당시 일본 내에서 태초의 자국에 대한 명칭이 어떠했는지에 대한 학설은 상당히 많으며, 연구하기에 어려운 부분이 많다.
'倭'에 대한 기원은 크게 세 가지 설로 나눠져 있다. 하나는, 倭의 부수인 사람인변과 '和'(화)와 '委'(위)라는 글자의 뜻으로부터 유추하는 것이고, 두 번째는, 현재 일본어에서 '나'를 지징하는 1인칭 대명사에서 기원했다는 설이다. 세 번째는 북방민족의 지도자를 뜻하는 '汗'에서 파생된 '汙'라는 한자에서 유래했다는 설 또는 한민족을 포함한 동북 민족과 관련이 된 용어라는 설이다. 중국 지역에서 '倭'라는 한자가 어떠한 경로로 만들어졌는지에 대한 입장에 대해서는 현재 학계는 첫 번째의 학설을 압도적으로 지지하고 있으며, 두 번째 설은 일본 내 소수의 학자들이 주장하고 있다. 세 번째 설은 한국 내 일부 국수주의자들이 주장하는데, 신빙성이 떨어진다.
첫 번째 학설에 기반하여 주장한다면, 일본인을 의미하는 '和'라는 한자가 '委'라는 한자와 연관하여 생성되었다는 주장으로 이어질 것이다. '倭'를 포함하여, '委'의 요소가 들어간 거의 대부분의 한자가, '작은', '구부러진', '아첨', '가식', '복종하는' 등의 뜻을 갖고 있는 것을 감안할 때, 그리고 倭傀(왜귀), 倭遲(왜지) 등의 한자의 원래 뜻이 적혀져 있는 『회남자』와 『설문해자』를 조사할 때, '倭'는 '복종심이 강하고, 체구가 작으며, 다리가 구부러진 사람'을 염두에 두고 의미하거나, 이로 전용된 상태로 형성된 단어였을 확률이 매우 높다.
결론적으로 당시 고대 중국은 일본인에 대한 비하의 의도를 갖고 '倭'라는 명칭으로 일본을 불렀을 가능성이 매우 높다. 하지만, 이러한 현상은 비단 일본에게만 하던 행위가 아니었다. 중국은 과거 주나라 시기부터 주변 민족을 칭할 때 비하의 의도를 담은 한자어를 사용해왔다.

## 같이 보기
- 일본의 국호
- 일본
- 일본인, 야마토 민족
- 왜구
- 왜성
- 일본 열도
- 왜인
- 야마토
- 야마토 왕권
- 일본의 역사